# پریبور
پریبور (به لاتین: Příbor) یک منطقهٔ مسکونی در جمهوری چک است که در ناحیه نووی ییتشین واقع شده‌است. پریبور ۸٬۸۱۴ نفر جمعیت دارد.